# Mögsjön (Floda socken, Södermanland)
Mögsjön är en sjö i Eskilstuna kommun och Katrineholms kommun i Södermanland och ingår i Nyköpingsåns huvudavrinningsområde. Sjön har en area på 0,17 kvadratkilometer och ligger 84,2 meter över havet.

## Delavrinningsområde
Mögsjön ingår i det delavrinningsområde (656128-153309) som SMHI kallar för Utloppet av Mögsjön. Medelhöjden är 92 meter över havet och ytan är 1,92 kvadratkilometer. Det finns inga avrinningsområden uppströms utan avrinningsområdet är högsta punkten. Vattendraget som avvattnar avrinningsområdet har biflödesordning 5, vilket innebär att vattnet flödar genom totalt 5 vattendrag innan det når havet efter 91 kilometer. Avrinningsområdet består mestadels av skog (100 procent).